# Prostitución en Bombay

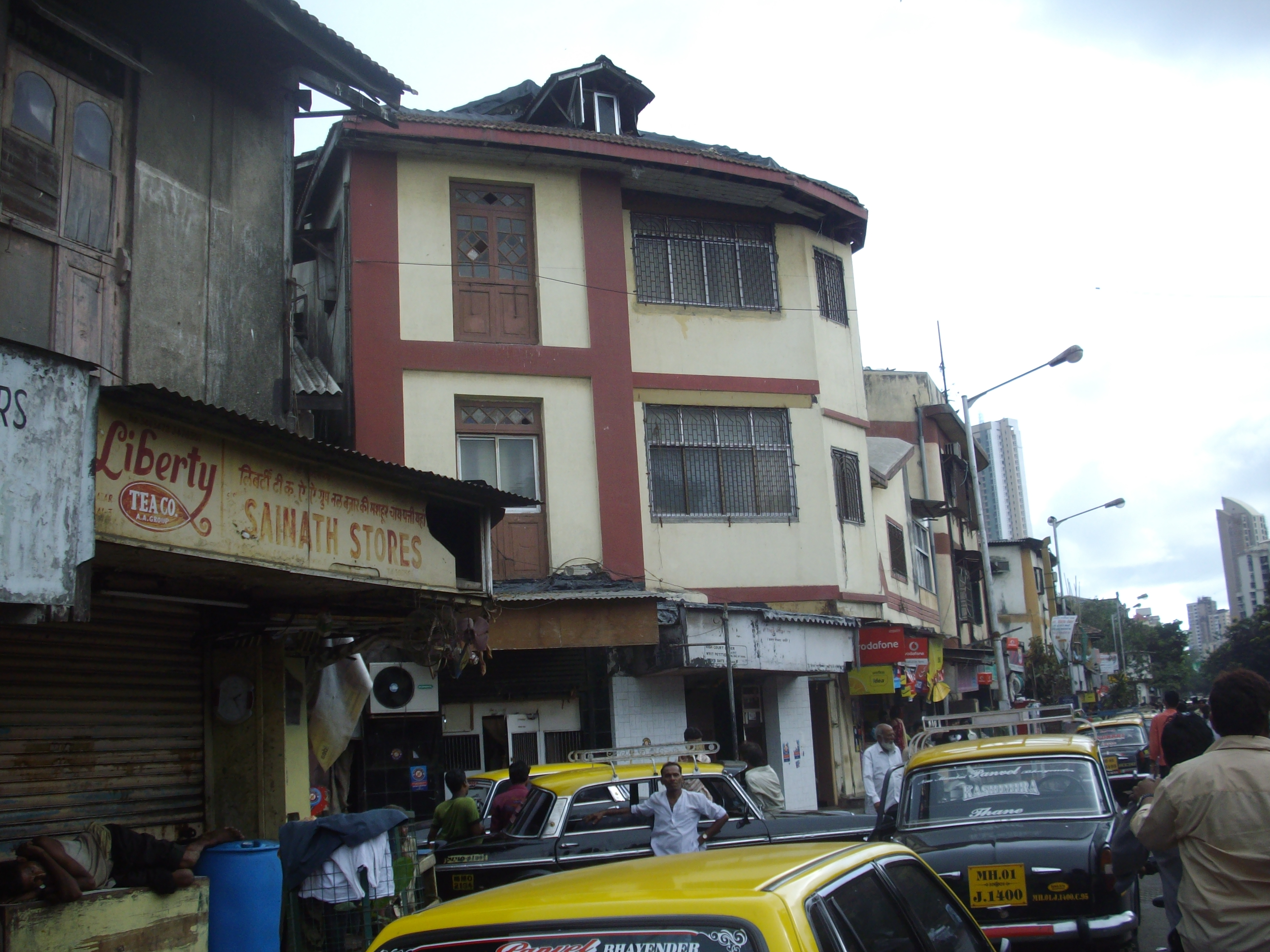
Imagen de un burdel en el barrio rojo de Kamathipura, en Bombay.

La prostitución en la India es legal, pero son ilegales una serie de actividades relacionadas con ella, como el proxenetismo, el rastreo de bordillos, la propiedad o la gestión de un burdel, la prostitución en un hotel, la prostitución infantil y el proxenetismo.
En la ciudad india de Bombay se encuentra Kamathipura, uno de los barrios rojos más grandes de Asia. Se considera que la India tiene uno de los mayores intercambios comerciales de sexo del mundo. Estos barrios son tan grandes y populares que se ha dicho que Bombay es el «destino por excelencia» del turismo sexual. Los barrios rojos de la ciudad están habitados por miles de profesionales del sexo, entre ellos mujeres, hombres, niños y transexuales.

## Historia
Bombay es la capital del estado indio de Maharashtra y una de las mayores ciudades de la India, con una población estimada de más de 18 millones de habitantes. Se considera que India es el epicentro mundial del trabajo sexual y cuenta con el mayor comercio sexual del mundo. Es, así mismo, la ciudad más grande del estado, y a menudo se hace referencia a ella como el destino turístico sexual por excelencia. India es un país formado por personas que celebran y practican diversas tradiciones culturales y religiosas, y las personas que lo componen proceden de distintos orígenes raciales y étnicos. Aunque la India no es un país único en cuanto a la violencia basada en la discriminación de género, sí es un país que, por un lado, controla la sexualidad de las mujeres y, por otro, alberga uno de los mayores y más florecientes comercios del sexo.
Uno de los barrios rojos de Bombay surgió de la dominación colonial británica a mediados del siglo siglo XIX. Se creó por miedo a que los soldados británicos mantuvieran relaciones homosexuales con otros soldados. Los británicos también vieron una razón adicional para necesitar la prostitución, especialmente entre los militares. Al crear una zona para que los soldados británicos mantuvieran «relaciones heterosexuales seguras», la administración colonial británica tenía el poder de separar la zona de los burdeles de las zonas residenciales «respetables», lo que le otorgaba poder y control sobre las vidas de las trabajadoras del sexo.
Las investigaciones sobre el trabajo sexual en Bombay llamaron la atención en un principio sobre los patrones de VIH/sida descubiertos allí. Posteriormente, los investigadores han estudiado la situación del trabajo sexual en Bombay entrevistando y recogiendo los relatos de las personas implicadas y afectadas por el trabajo sexual.

## Terminología
Svati P. Shah, antropóloga que estudia el género y la mujer en el sur de Asia, afirma que el uso del término prostitución es una cuestión de contexto y se opone a su uso como término universal que combina todas las formas de sexo transaccional en un marco conceptual singular. Mientras que quienes participan en investigaciones actuales y pasadas sobre esta cuestión suelen emplear el término trabajo sexual, otros sostienen que prostitución se refiere más bien a la trata de seres humanos. Algunos partidarios de la abolición de la prostitución rechazan el uso del término «trabajadora sexual», ya que consideran que legitima la prostitución. Según la antropóloga Susanne Asman, en Ichigyang se utilizaban términos vagos para referirse a las mujeres que ejercían el trabajo sexual; a menudo se las describía como Bombay going o «mujeres que hacen ese trabajo».
La terminología utilizada para describir el trabajo sexual en Bombay depende del contexto.

## Situación del trabajo sexual en Bombay
En Bombay se encuentra el mayor barrio rojo de Asia, en el barrio de Kamathipura. Se calcula que en Kamathipura hay más de 5 000 profesionales del sexo, que se identifican como hombres, mujeres y transexuales. De esta cifra, se supone que la mayoría son víctimas de la trata con fines sexuales. Sin embargo, es difícil determinar el número exacto de personas implicadas en la trata en los barrios rojos de Bombay debido a la naturaleza delictiva del asunto y a la magnitud del mismo. Las víctimas suelen ser chicas jóvenes de los alrededores, pero a veces también de países vecinos como Nepal y Bangladés. También hay hijras trabajando en los barrios rojos de Bombay. Se ha afirmado que las hijras son más propensas a participar en actos sexuales de alto riesgo con clientes porque se cree que no pueden contraer ni contagiar enfermedades. Las trabajadoras del sexo de Bombay en burdeles y otros lugares de comercio sexual reciben la visita tanto de hombres de la zona como de quienes viajan a la zona en busca de empleo.
En la actualidad existe un gran número de vagas restricciones en relación con el acto de participar en el trabajo sexual.

## Trabajadoras sexuales en Bombay
Muchos estudios han indicado que las trabajadoras del sexo de Bombay entran en la industria del sexo por diversas razones. Muchas de las entrevistas y estudios que se han realizado demuestran que cuando las personas entran o se ven obligadas a entrar en la industria suele ser como resultado de algún tipo de crisis. Los investigadores han utilizado entrevistas para estudiar cómo y por qué las mujeres participan en el trabajo sexual. A través de estas entrevistas se ha llegado a la conclusión de que las trabajadoras del sexo suelen terminar en el trabajo sexual por una variedad de razones que van desde, pero no limitado a, el abuso marital, la muerte de su marido, la pobreza o la muerte de uno de sus padres. Los investigadores han identificado estas situaciones como algunas de las más comunes.
Ashwini Tambe, profesora y especialista en estudios de género y de la mujer, sostiene que en Bombay el ámbito del trabajo sexual y el papel de la familia no están separados. Al estudiar el papel de las trabajadoras del sexo en Bombay, también se descubrió que muchas mujeres son vendidas por amigos, conocidos o familiares. El aumento de las dificultades económicas puede hacer que mujeres como las amas de casa y las jornaleras recurran al trabajo sexual como método para conseguir ingresos adicionales con los que mantenerse a sí mismas o a sus familias.
Según Robert Friedman, periodista de investigación estadounidense, las organizaciones de derechos humanos afirman que más del 90 % de las trabajadoras del sexo de Bombay son consideradas sirvientas.
Tradicionalmente, la investigación se ha centrado en la situación de las mujeres y los niños profesionales del sexo en Bombay, ignorando la creciente proporción de hombres y transexuales profesionales del sexo. Es necesario incluir a los hombres profesionales del sexo en los debates sobre la situación del trabajo sexual en Bombay, ya que se considera que constituyen un grupo de alto riesgo de infección por el VIH.
A medida que se han desarrollado las investigaciones sobre el papel de los trabajadores del sexo masculinos en Bombay, se ha demostrado mediante entrevistas que, aunque las respuestas de estos hombres varían en función de su identidad sexual, sus prácticas de prostitución, sus roles sexuales y su clientela, no dejan de indicar que entraron en el trabajo sexual como consecuencia de su mala situación económica.
A medida que han aumentado los esfuerzos para aplicar medidas contra la trata de seres humanos y la prevención del VIH/sida, los burdeles se han convertido en el principal objetivo de estas medidas preventivas. Esto ha aumentado la diversificación del trabajo sexual en Bombay, ya que los clientes tienden a buscar servicios fuera de los burdeles porque creen que tienen menos probabilidades de contraer el VIH/sida.

### Condiciones de trabajo
A los trabajadores sociales se les ha encomendado la responsabilidad de abordar los problemas relacionados con el tráfico sexual en Bombay, y el gran número de chicas jóvenes víctimas de la trata. A medida que la industria sigue expandiéndose, la demanda de chicas jóvenes ha empezado a aumentar. Los burdeles de los barrios rojos de Bombay son patrullados por goondas, matones que trabajan para la mafia o forman parte de ella, para asegurarse de que las trabajadoras del sexo esclavizadas no escapan o se dan a la fuga. Se dice que las redadas policiales se dirigen sobre todo a chicas de fuera de India y también a menores de edad, a las que los propietarios de los burdeles suelen ocultar.
Muchas de las jóvenes trabajadoras del sexo de Bombay trabajan a las órdenes de madames o tienen proxenetas.
Las madames de las trabajadoras del sexo suelen recibir un pago por adelantado para que la trabajadora del sexo realice el acto sexual. Con su salario, las trabajadoras sexuales suelen tener que pagar la electricidad, la comida, el alquiler, los intereses y los sobornos a la policía local.
En los últimos años, Bombay ha registrado una disminución del número de burdeles como consecuencia del aburguesamiento, la intensificación de la lucha contra la trata y las redadas policiales. Esto ha provocado la dispersión de las trabajadoras del sexo, lo que ha aumentado su vulnerabilidad. Aunque se ha hecho hincapié en los esfuerzos para animar a las trabajadoras del sexo a utilizar preservativos, sus usuarias a menudo se enfrentan a la estigmatización. Las jóvenes que han sido víctimas de la trata para dedicarse al trabajo sexual a menudo no tienen autonomía ni elección en cuanto a si utilizan o no preservativos cuando se dedican al trabajo sexual. Tampoco se utilizan preservativos cuando una chica se presenta y se vende a un cliente como virgen (práctica conocida como sar dhaki), lo que demuestra que, a pesar de los esfuerzos específicos para garantizar unas condiciones de trabajo más seguras, esto sigue siendo un problema.

### Difusión del VIH/sida
Tras el primer caso de VIH/sida detectado en Bombay, se emprendieron iniciativas para prevenir la enfermedad. Con la puesta en marcha de estos esfuerzos, los defensores reconocieron que tenían que comprender el funcionamiento de la industria del sexo. A medida que aumentaban los esfuerzos por implicar a los profesionales del sexo en la prevención del VIH/sida, muchos de ellos se concentraban únicamente en las trabajadoras del sexo, dejando de lado a los trabajadores del sexo masculinos y transexuales.
Entre 2006 y 2009, Bombay experimentó una intensa campaña de prevención del VIH y aumentó el uso del sexo seguro en los burdeles y entre los profesionales del sexo de la calle. Los programas destinados a reducir la propagación del VIH/sida abarcan, entre otros, esfuerzos que incluyen la educación entre iguales, la distribución de preservativos, el aumento de las pruebas de detección y el tratamiento de infecciones y enfermedades de transmisión sexual.
En el mismo lapso de tiempo, las tasas de mujeres con VIH en Maharashtra pasaron del 26 % al 27,5 %, y gran parte de estas tasas de infección proceden de Bombay. Según Human Rights Watch, más de la mitad de la población de trabajadoras del sexo de Bombay ha contraído el VIH. Es característico de algunos hombres árabes e indios pujar y comprar trabajadoras del sexo vírgenes de Bombay, ya que se cree que el sexo con una virgen puede curar la gonorrea y la sífilis. Algunas trabajadoras del sexo desarrollan una relación con sus clientes, considerándolos un amante o un compañero. En este caso, no suelen utilizar preservativo con su pareja, aunque sea seropositiva.

## Investigación
Svati P. Shah, autora de Street Corner Secrets y otras obras sobre la investigación de las condiciones de los barrios rojos de Bombay, se ha esforzado por ampliar el debate sobre las condiciones allí existentes. Shah advierte a quienes estén interesados en realizar trabajos de investigación en Bombay que no sensacionalicen las condiciones del trabajo sexual y las pautas del VIH y el sida. La antropóloga Susanne Asman ha estudiado la vida de las trabajadoras del sexo que han regresado a Nepal tras trabajar y vivir en Bombay durante algunos años. A lo largo de diez años, Susanne Asman recopiló información y realizó un trabajo de campo sobre las historias, las vidas y las pautas de comportamiento de las trabajadoras del sexo que regresaban a sus pueblos de origen desde Bombay. A medida que la investigación se ha ido desarrollando y se han publicado estudios más matizados, muchos investigadores siguen haciendo mucho hincapié en las prácticas y las políticas del trabajo sexual.